# Schnäbele-Affäre

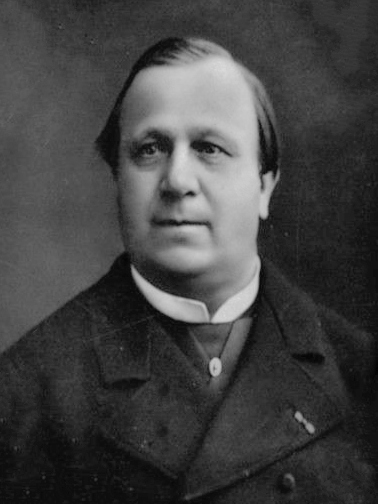
Guillaume Schnæbelé

Die Schnäbele-Affäre war ein diplomatischer Zwischenfall zwischen Deutschland und Frankreich 1887. Am 20. April 1887 wurde der französische Zollbeamte (eventuell war er auch Bahnhofsvorsteher in Pagny-sur-Moselle (Département Meurthe-et-Moselle)) Wilhelm Schnäbele, französisch Guillaume Schnæbelé, (* 1831 in Eckbolsheim bei Straßburg; † 5. Dezember 1900 in Nancy) bei einer Dienstbesprechung auf deutschem Boden von deutschen Beamten verhaftet und in Metz inhaftiert. Begründet wurde dies mit Spionageverdacht. Der französische Kriegsminister Georges Ernest Boulanger, der Kopf der Boulangisten, nutzte den Vorfall, um erneut einen Vergeltungsschlag für die im Deutsch-Französischen Krieg erlittene Niederlage gegen Deutschland zu fordern. Es kam zu einer Krise in den deutsch-französischen Beziehungen, die erst nach der von Reichskanzler Otto von Bismarck angeordneten Freilassung Schnäbeles am 30. April 1887 beigelegt werden konnte.

## Vorgeschichte
In Frankreich hatten Streitigkeiten um die Streichung der Unterpräfekturen aus Einsparungsgründen 1886 zur Bildung einer neuen Regierung unter René Goblet geführt. Bedingung für den Eintritt des Verteidigungsministers Georges Ernest Boulanger und des Marineministers Hyacinthe Aube waren zusätzliche Mittel zur Aufrüstung. Am 18. Dezember wurde der entsprechende Etat durch die französische Nationalversammlung teilweise bewilligt. In Frankreich begannen die Regierung und Teile der Presse von einer Bedrohung Frankreichs zu sprechen, wodurch ein gewisses Kriegsfieber entstand. Der französische Kriegsminister verstärkte die Truppen entlang der deutsch-französischen Grenze und bereitete die Mobilmachung einiger Armeekorps vor.
Der Reichstag lehnte am 14. Januar 1887 das Septennat, den von der Regierung vorgesehenen Wehretat, ab. Als es in Deutschland zur Reichstagswahl vom 21. Februar 1887 und anschließend der Bewilligung des Septennats kam, flaute die Kriegsbegeisterung zunächst trotz fortbestehender Spannungen ab.

## Festnahme Schnäbeles
Schnäbele hatte nach Ansicht des Reichsgerichts während der zunehmenden deutsch-französischen Spannungen für Frankreich spioniert. Das Gericht hatte daher einen Haftbefehl gegen Schnäbele erlassen.
Ohne von dem Haftbefehl zu wissen, bat der Polizeikommissar Gautsch Schnäbele zu einer dienstlichen Besprechung nach Novéant. Am 20. April 1887 folgte Schnäbele der Bitte, wurde aber auf dem Weg dorthin an der Grenze unter Berufung auf den Haftbefehl festgenommen und in Metz inhaftiert.

## Folgen der Verhaftung
Die Verhaftung führte zunächst zu heftigen Protesten in Teilen der französischen Presse. Getragen von diesen Protesten brachte der Minister Georges Boulanger mit Unterstützung des Premierministers die Forderung in das französische Kabinett ein, dass Deutschland ein Ultimatum zur Freilassung gestellt werden solle. Falls Schnäbele nicht freigelassen werden sollte, solle eine Kriegserklärung folgen. Ein Krieg gegen Deutschland habe auch Aussicht auf Erfolg. Im Kabinett sprach sich u. a. der Minister Émile Flourens gegen den Krieg aus. Der Antrag auf ein derartiges Ultimatum wurde schließlich mit sieben gegen fünf Stimmen abgelehnt.
Auf deutscher Seite wurde Schnäbele am 30. April 1887 entlassen, offiziell mit der Begründung, dass die Einladung Gautschs konkludent die Zusicherung freien Geleits enthalten habe.

## Belege
1. ↑  Obwohl der Ort seit 1871 in Deutschland lag, hatte er seinen französischen Namen behalten können.